# Rigoberta Menchú
Rigoberta Menchú Tum (Uspantán, Quiché; 9 de enero de 1959) es una líder indígena y activista guatemalteca, nacionalizada mexicana, miembro del grupo maya quiché, defensora de los derechos humanos, embajadora de los pueblos indígenas del mundo de la UNESCO y ganadora del Premio Nobel de la Paz (1992) y el Premio Príncipe de Asturias de Cooperación Internacional (1998).
Se ha destacado por su liderazgo al frente de las luchas sociales en el ámbito nacional e internacional. El 12 de febrero de 2007, anunció que se postularía en las elecciones presidenciales de Guatemala del 2007, por la coalición de partidos WINAQ y Encuentro por Guatemala; quedó en quinto lugar con un 3,09 %. El 7 de mayo de 2011 el partido indígena WINAQ junto a otros partidos la proclamó como candidata presidencial para las elecciones presidenciales del 11 de septiembre de 2011 en el Frente Amplio de Guatemala, en la ciudad de Uspantán (departamento de El Quiché).

## Biografía
Rigoberta es hija de Vicente Menchú Pérez y Juana Tum Kotoja, su madre era una indígena partera (tradición pasada de generación en generación, realizada en zonas rurales donde no llegan los servicios médicos). Desde pequeña conoció las injusticias, discriminación y la explotación a la que son sometidos los indígenas de Guatemala, en la pobreza extrema. A los 5 años comenzó a trabajar en una finca de café, en condiciones tan pésimas que causaron la muerte de hermanos y amigos, así como de la represión de la que fue víctima su comunidad por parte de terratenientes y miembros del Ejército de Guatemala.
Desde joven se involucró en las luchas reivindicativas de los pueblos indígenas y campesinos lo que le conllevaron la persecución política y el exilio. En 1978, fue miembro del Comité de Unidad Campesina y de la Representación Unitaria de la Oposición Guatemalteca, de la que formó parte de su dirección hasta 1992.
La guerra civil de Guatemala tuvo lugar entre 1962 y 1996, aunque la violencia estalló años antes. Menchú percibió que «en el intento de sofocar la rebelión, las dictaduras cometieron las más grandes atrocidades. Se arrasaron aldeas, se asesinaron decenas de miles de campesinos, principalmente indígenas, centenas de sindicalistas y estudiantes, numerosos periodistas por dar a conocer la información, connotados intelectuales y políticos, religiosos y religiosas».
Miembros de su familia, incluida su madre, fueron torturados y asesinados por los militares o por la policía paralela de los «escuadrones de la muerte». El 31 de enero de 1980, su padre Vicente Menchú y su primo Francisco Tum fueron 2 de las 37 personas ―entre las que se contaba el cónsul español Jaime Ruiz del Árbol― que la Policía Nacional de Guatemala quemó vivas con fósforo blanco en la Masacre de la embajada española en la ciudad de Guatemala.
Mientras sus hermanos optaban por unirse a la guerrilla, Menchú inició una campaña pacífica de denuncia del régimen guatemalteco y de la sistemática violación de los derechos humanos que tenían de objeto a los campesinos indígenas; ella personificaba el sufrimiento de su pueblo con notable dignidad e inteligencia, añadiéndole la dimensión de denunciar la situación de la mujer indígena en Hispanoamérica.
Para escapar a la represión se exilió en México, donde publicó su autobiografía; recorrió el mundo con su mensaje y consiguió ser escuchada en las Naciones Unidas. En 1988 regresó a Guatemala, protegida por su prestigio internacional, para continuar denunciando las injusticias. En 1992 fue reconocida con el Premio Nobel de la Paz, coincidiendo con la celebración oficial del quinto centenario del descubrimiento de América, a la que Menchú se había opuesto por ignorar las dimensiones trágicas que aquel hecho tuvo para los indígenas americanos. Su posición le permitió actuar como mediadora en el proceso de paz entre el Gobierno y la guerrilla en los años siguientes.
La escritora venezolana Elizabeth Burgos escribió una novela testimonio sobre la vida de Rigoberta Menchú llamada Me llamo Rigoberta Menchú y así me nació la conciencia.

## Su Premio Nobel

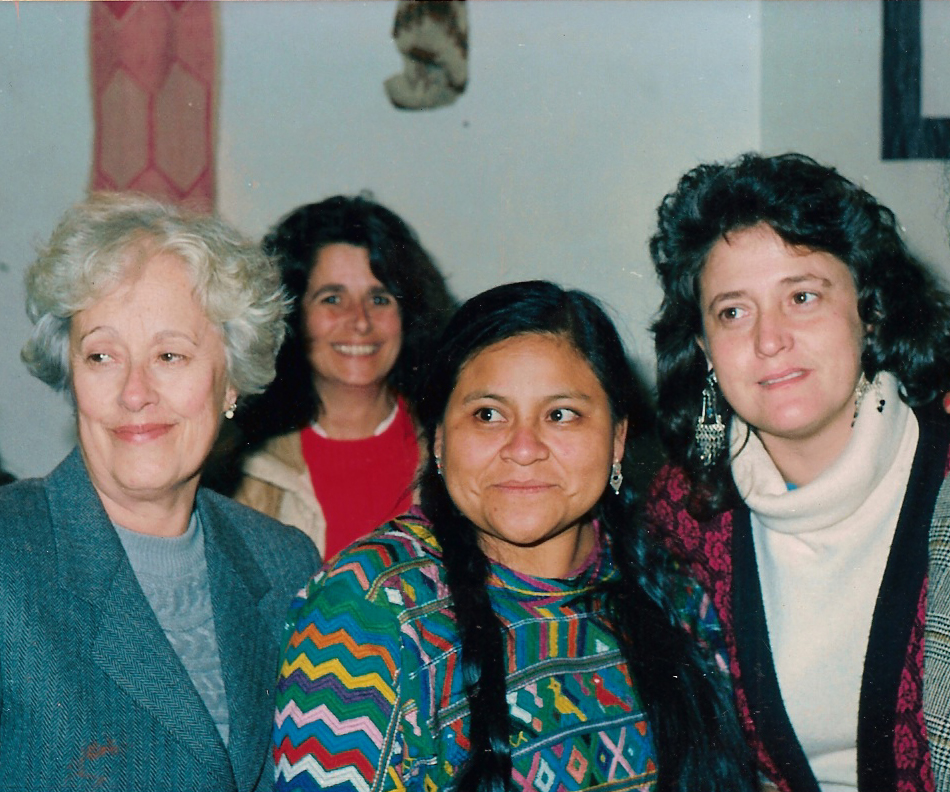
Rigoberta Menchú en la ciudad de Quilmes (Gran Buenos Aires) (1992).

Su candidatura fue sostenida por el Nobel argentino Adolfo Pérez Esquivel, cuyo país visitó Menchú en agosto de 1992. Su recorrida y la campaña pronobel contó con la organización de la antropóloga Ana González (hija del también antropólogo Rex González) y de Lucrecia Lomban (secretaria de la APDH Quilmes), entre otros activistas y organizaciones humanitarias.
El premio Nobel le fue otorgado en reconocimiento a su lucha por la justicia social y reconciliación etno cultural basado en el respeto a los derechos de los indígenas, en coincidencia con el quinto centenario de la llegada de Cristóbal Colón a este continente, y con la declaración de 1992 como Año Internacional de los Pueblos Indígenas. Con los recursos que recibió del galardón, estableció la fundación Rigoberta Menchú Tum, con sede en Guatemala; una filial en México, bajo la figura jurídica de Institución de Asistencia Privada (IAP) y otra en Nueva York.
En la lectura del premio, reivindicó los derechos históricos negados a los indígenas y denunció la persecución sufrida desde la llegada de los europeos, momento en que concluyó una civilización desarrollada en todos los ámbitos del conocimiento; reflejó la necesidad de la desmilitarización y la justicia social en Guatemala, así como el respeto por la naturaleza y la igualdad para las mujeres. Su discurso se encuentra en el sitio Nobel junto con una breve biografía (en inglés).
A partir del premio nobel adquirido, fundó la "Fundación Rigoberta Menchú Tum el cual ha "trabajado en el reconocimiento y dignificación de las autoridades del pueblo maya, pueblos indígenas y ancestrales del mundo. Además, resguarda la memoria colectiva de los pueblos indígenas y sostiene los patrimonios universales que genera el Premio Nobel de Paz".

## Premios y honores que ha logrado
En 1991 participó en la preparación de la Declaración de los Derechos de los Pueblos Indígenas por parte de las Naciones Unidas.
En el Libro Guinness de los récords fue, en su momento, la ganadora más joven del Nobel y la primera indígena en ganarlo.
En 1998 estuvo galardonada con el Premio Príncipe de Asturias de Cooperación Internacional, junto con Fatiha Boudiaf, Fatana Ishaq Gailani, Somaly Mam, Emma Bonino, Graça Machel y Olayinka Koso-Thomas «por su trabajo, por separado, en defensa y dignificación de la mujer».
En 2006, fue embajadora de buena voluntad de la Unesco del gobierno de Óscar Berger.
Recibió el Premio Odebrecht en 2014.
El decreto 19-2003 promulgó la Ley de Idiomas Nacionales, en concordancia con el artículo 143 de la Constitución política de la República, y reconoce a los 23 idiomas vernáculos como «idiomas nacionales» con lo cual se autorizó la utilización de los idiomas en las actividades públicas y en la prestación de servicios de educación, salud y de naturaleza jurídica, entre otros, en cualquiera de los 24 idiomas que se hablan en el país; un gran porcentaje, además de su idioma étnico, habla castellano e inglés.

## Farmacéutica
En 2003 se involucró con la industria farmacéutica mexicana al presidir la compañía Salud para Todos (subsidiaria guatemalteca de las Farmacias Similares, llamadas ahora Farmacias del Doctor Simi), con la finalidad de proveer medicinas genéricas a bajos precios. Sin embargo, en 2008, su participación en este sector terminó, quedó fuera del consejo de administración de Salud para Todos a partir de diferencias existentes con el dueño de la sociedad, el millonario mexicano Víctor González Torres; además de resultados competitivos bajos en el sector farmacéutico guatemalteco.

## Ámbito político

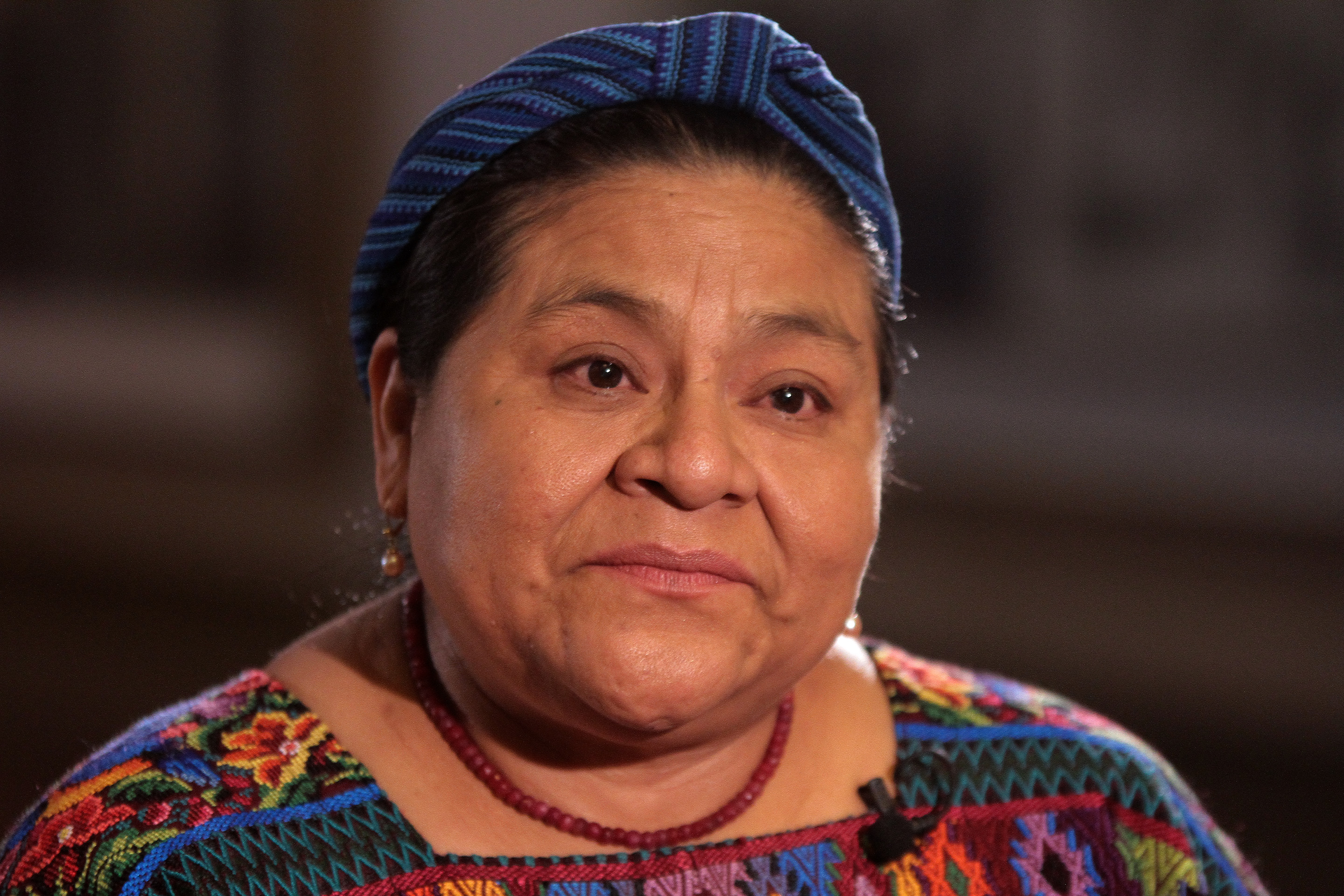
Rigoberta Menchú recibe el Premio Odebrecht en 2014.

Después de analizar posibles opciones políticas, Rigoberta anunció su candidatura a la presidencia de Guatemala con el partido izquierdista Encuentro por Guatemala, en las elecciones de septiembre de 2007. Para ese proyecto se hizo necesario el pacto entre el partido indígena creado por Menchú y el EG, dirigido por la diputada y activista humanitaria Nineth Montenegro.
Menchú intentaba cumplir su ilusión de ser la primera mujer en presidir su país, la quinta indígena en América Latina después de los mexicanos Benito Juárez y Victoriano Huerta, el peruano Alejandro Toledo Manrique y el boliviano Evo Morales, y la decimoséptima premio Nobel en ocupar la presidencia de una nación, después del francés Léon Bourgeois, el sueco Hjalmar Branting, José Ramos-Horta, de Timor Oriental, el alemán Willy Brandt, el egipcio Anwar el-Sadat, los israelíes Menachem Begin y Shimon Peres, el costarricense Óscar Arias, el soviético Mijaíl Gorbachov, el polaco Lech Walesa, los sudafricanos Frederik de Klerk y Nelson Mandela, y los estadounidenses Woodrow Wilson, Theodore Roosevelt, James Carter y Barack Obama.
Sin embargo, la III Cumbre Indígena Mundial (en marzo de 2007) decidió no apoyar las aspiraciones políticas de Menchú ya que algunos indígenas no se sentían representados por el proyecto.
El 9 de septiembre de 2007, en los resultados de la primera vuelta electoral para candidatos a presidente y vice, Encuentro por Guatemala quedó séptimo, con el 3,09 % de los votos. Después, el pacto entre WINAQ y Encuentro por Guatemala se disolvió, siguiendo cada proyecto agendas individuales.
El 7 de mayo de 2011, la alianza partidaria Frente Amplio Guatemala, integrada por el partido indígena WINAQ, la Unidad Revolucionaria Nacional Guatemalteca (URNG), Alternativa Nueva Nación (ANN), y el comité preformación del Movimiento Nueva República (MNR) proclamaron a Menchú como candidata presidencial para las elecciones del 11 de septiembre de 2011 en Guatemala. Quedó en la sexta posición, con el 3,27 % de los votos válidos emitidos.

## Controversia sobre su autobiografía
En 1998, el periodista estadounidense Larry Rohter publicó en el New York Times el artículo «Laureada empañada: un informe especial; ganadora del Nobel encuentra su historia desafiada», donde, aunque reconociendo todo lo que Rigoberta Menchú había sufrido a causa de la represión gubernamental, desacreditaba, sobre la base de un reciente manuscrito, algunas de las afirmaciones de la autobiografía de Menchú.
En 1999, el antropólogo David Stoll, estudioso de Guatemala, publicó el libro Rigoberta Menchú and the story of all poor Guatemalans (Rigoberta Menchú, y la historia de todos los pobres guatemaltecos), donde afirmaba que una parte de la biografía era falsa o distorsionada e incorporaba «experiencias que nunca había vivido ella misma». Según Stoll, quien afirmaba haber consultado los archivos del ejército guatemalteco, se habrían alterado o exagerado elementos de la vida de la activista para hacer ver que la familia Menchú era una luchadora radical por los derechos sociales. Decía que el gobierno de Guatemala entregó un lote de tierra a su padre, Vicente, como hizo con miles de campesinos en un plan de colonización del país que habría colaborado con las fuerzas de paz de los Estados Unidos; que su familia no habría estado en condiciones de esclavitud en las grandes plantaciones de café; que Rigoberta no estuvo presente cuando su hermano fue quemado vivo en medio de una plaza, etc. (A pesar de que Rigoberta Menchú mencionaba estos hechos desde 1983 en el documental When the Mountains Tremble), Stoll argumentaba que al haber estado tres años en Chichicastenango, a 100 km de su pueblo, era improbable que pudiera participar en su infancia y juventud en actividad agrícola con su familia. Además, decía que Menchú no era analfabeta y que había estudiado en un colegio privado.
Basado en el libro de Stoll, el escritor conservador estadounidense David Horowitz (n. 1939) negó la legitimidad del Nobel de Menchú, a quien calificó de «terrorista marxista», y exigió de manera pública y repetida su revocación.
Defensa de la veracidad de la autobiografía
El 24 de enero de 1999, Menchú concedió una entrevista al El País, en la que hizo una defensa de las declaraciones contenidas en su libro. Menchú dijo haber estado en el Colegio Belga, pero como sirvienta (trabajadora doméstica) y afirmó no haber querido mencionar los detalles porque quería proteger su relación con las personas del colegio, su seguridad personal, y no quería atribuir a la institución los maltratos que había sufrido allí.
En otra entrevista con La Nación, el 8 de febrero de 1999, Menchú declaraba:

Es imperdonable que cualquier individuo, incluso haciendo uso de la ciencia, ofenda la memoria de las víctimas. Ese tipo [Stoll] dedica dos capítulos para denigrar a mi papá, una persona que ni siquiera conoció y que murió asesinado el 31 de enero de 1980. Me da la impresión de que, en el fondo, el empeño por denigrarlo tiene que ver con el liderazgo indígena, porque mi padre fue un líder en las luchas campesinas por la tierra. Esa necedad se inscribe en el hecho de plantear el problema de la tierra como algo familiar, y no político. [...] Este señor dice que mi hermano Patrocinio no fue quemado con fósforo blanco, sino que fue ejecutado y arrojado a una fosa común. Tengo la esperanza de que Stoll me facilite sus archivos para saber dónde está el cadáver de mi hermano Patrocinio y darle una sepultura digna.
Rigoberta Menchú, 1999

Dijo, además, que Stoll, aunque antropólogo, era parte de los fundamentalistas religiosos contrainsurgentes, y agregó:

❝Stoll sostiene que los militares mataron porque los provocaron, [que] no les quedó remedio y fueron manipulados por el comunismo y la teología de la liberación. No me extraña que involucre al Colegio Belga, porque fue uno de los más perseguidos en los años ochenta.❞
Rigoberta Menchú, 1999

En una entrevista más, concedida a la agencia de noticias Associated Press el 11 de febrero de 1999, Menchú dijo que el libro de Elizabeth Burgos es posible que hubiera confundido, en algunos casos, su historia personal con la de otras víctimas del Genocidio guatemalteco.
El escritor guatemalteco Dante Liano salió en defensa de Menchú y criticó la investigación de Stoll comentando:

Vino a Guatemala a estudiarnos como si fuéramos insectos. En su libro invoca testigos y archivos. ¿Qué archivos hay sobre la guerra reciente? ¿El ejército le abrió sus archivos? Hace poco tiempo, el diputado Barrios Klee intentó consultar esos archivos y apareció con un tiro en la cabeza. El obispo Juan Gerardi, que también lo había intentado, terminó con el cráneo partido a golpes de piedra.
Dante Liano, citado por el escritor uruguayo Eduardo Galeano.

[Según Stoll] El testimonio contiene «inexactitudes y falsedades». Por ejemplo, el hermano de Rigoberta, Patrocinio, no fue quemado vivo: fue fusilado y arrojado a una fosa común.
O, por ejemplo: «Ella estuvo internada, durante tres años, en un colegio privado», lo que suena a internado suizo, pero se refiere a una escuelita de Chichicastenango. Y así por el estilo, otros pelos en la leche.
Eduardo Galeano

El Comité Nobel desechó las exigencias de revocar el premio de Menchú por las acusaciones. Geir Lundestad, secretario del Comité, afirmó que el premio «no se basó exclusivamente en la autobiografía» y que incluso «Stoll aprueba la concesión del premio a Menchú, no cuestiona el cuadro de atrocidades del Ejército que ella presenta, y admite que, al contar su historia como lo hizo, ella logró su objetivo de “atraer la condena internacional a una institución que lo merecía: el ejército de Guatemala”».
En un artículo redactado por Julia Preston en el New York Times se hizo eco de la defensa de Menchú:

Los hechos indiscutidos de la historia de Menchú son suficientemente horribles: ella sí tuvo dos hermanos que murieron de desnutrición a temprana edad, su madre y su hermano sí fueron secuestrados, torturados y asesinados por el ejército de su país, y su padre sí fue quemado vivo.
Greg Grandin y Francisco Goldman.

El historiador estadounidense Greg Grandin, en su artículo de 2010 en la revista estadounidense The Nation, rebatió las acusaciones hechas por Stoll, indicando que su investigación sobre la revolución guatemalteca es equivocada en su mayor parte, aunque admitiendo que «dos de las acusaciones de Stoll sobre la vida de Menchú sí tienen validez. La primera, que ella sí recibió alguna educación, contradiciendo la afirmación de Menchú de que su padre se negó a enviarla a la escuela porque no quería que perdiese su identidad cultural. La segunda, que Stoll presentaba evidencia que sí sugería que Menchú no estuvo presente en la escena del fusilamiento público de su hermano de 16 años».
Grandin también citaba la opinión del periodista Francisco Goldman acerca del libro de Stoll:

Lo que molesta [en el libro de Stoll] es el tufillo a obsesión ideológica y a fanatismo, el olor a injusticia y maldad, el tratar de crear una tormenta en un vaso de agua.
Francisco Goldman.

En 2011 se escribió un libro biográfico, titulado Who is Rigoberta Menchú?, acerca de la nobel guatemalteca.
En una entrevista posterior, Stoll se manifestó de acuerdo con la «veracidad básica del relato de Menchú de cómo murieron su hermano y su madre».[cita requerida] Larry Rohter siguió como redactor del New York Times y en 2004 se vio involucrado en otra controversia donde, otra vez sin fuentes confiables, sugería que el presidente de Brasil, Lula Da Silva, tenía problemas de alcoholismo.

## Vida personal
En marzo de 1995 se casó con Ángel Canil Grave, indígena quiché, originario de Uspantán, que en la década de 1980 sufrió los embates de la táctica contrainsurgente de tierra arrasada lanzada por el Ejército de Guatemala.